# Friedrich Wilhelm Lange (Geistlicher)
Friedrich Wilhelm Lange (* 23. November 1788  in Striegau, Provinz Schlesien; † 26. März 1839 in Fischhausen, Ostpreußen) war ein deutscher evangelischer Geistlicher und Pädagoge.

## Leben
Lange wurde als Sohn des Züchnermeisters Johann Gottfried Lange geboren, der mit seiner Ehefrau elf Söhne und eine Tochter hatte. Nachdem sein Vater früh verstorben war, schickte seine Mutter ihn in Gottfried Zahns Waisenhaus in Bunzlau. Dort entwickelte er sich als Schüler so gut, dass er auf das Gymnasium in Jauer kam. Durch eine Begabtenförderung wirtschaftlich unterstützt, erwarb er dort die Hochschulreife. Da ihm die Mittel für den Besuch einer Universität noch fehlten, verdingte er sich zunächst als Privatlehrer auf einem Gut der Hochberg (Adelsgeschlecht). An diesen Arbeitsplatz erinnerte er sich später stets mit großer Dankbarkeit. Bevor er diese Stellung angetreten hatte, war seine Mutter vermutlich ebenfalls bereits gestorben; denn er kehrte anschließend nicht mehr in sein Elternhaus zurück.
Nun mit Eigenmitteln ausgestattet und mit der Aussicht auf ein Stipendium bezog er, wie die meisten schlesischen Studenten seinerzeit, die Brandenburgische Universität Frankfurt. Der Wissenschaftsbetrieb dort befand sich jedoch im Niedergang, und die Anzahl der Studenten war bereits stark zurückgegangen; wissenschaftliche Lehre fand kaum noch statt. Es zog ihn deshalb zur preußischen Friedrichs-Universität Halle, die von Christian Wolff und dem Aufklärungstheologen Johann Salomo Semler geprägt worden war. Zwar hatte Napoleon Bonaparte die Universität im Jahr 1806 geschlossen und mehrere Lehrkräfte sowie den Oberkonsistorialrat Niedermeyer als Geiseln nach Frankreich verschleppt, ließ sie aber nach dem Frieden von Tilsit während der Franzosenzeit im neugeschaffenen Königreich Westphalen wieder eröffnen.
Vermutlich war Lange im Herbst 1808 nach Halle gekommen. Nachdem er dort zu studieren begonnen hatte, kam Napoleon persönlich in die Stadt und kündigte an, die in der Stadt anwesenden jungen Männer zum Wehrdienst in seine Armee einzuziehen. Die meisten auswärtigen Studenten verließen daraufhin die Stadt, mit ihnen ging auch Lange. Er suchte Zuflucht in seinem Heimatstaat Preußen und machte sich, mit einem Empfehlungsschreiben an den Superintendenten Weiß der Altstädtischen Kirche St. Nikolaus in Königsberg i. Pr. ausgerüstet, im Frühjahr 1809 über Stettin per Schiff auf den Weg nach Königsberg, in der Absicht, dort seine Studien an der Albertus-Universität fortzusetzen. Am 24. Mai 1809 schrieb er sich an der Universität ein. Weiß, der ebenfalls aus Schlesien stammte, und zu dessen Haus er Zutritt hatte, kümmerte sich fortan väterlich um ihn. Er vermittelte ihn als Privatlehrer an angesehene Häuser, wie z. B. das des Landhofmeisters Hans Jakob von Auerswald, und stellt ihn bei seiner eigenen höheren Mädchenschule an. An der Tippoltschen Armen-, Industrie- und Sonntagsschule vermittelte er Lange 1810 eine Anstellung als zweiter Lehrer und seit 1812 als erster Lehrer und Unterinspektor.
Nach drei Jahren Studium bei Wald, Wedecke, Krause und anderen hatte Lange sein Studium der evangelischen Theologie erfolgreich abgeschlossen und am 29. Mai 1812 die Lizenz zum Predigen erhalten. Lange war nun wirtschaftlich unabhängig. Der Inspektor der Tippoltschen Schule, Pfarrer Waßanski, und auch Weiß stellten ihm sehr positive Zeugnisse aus.
Im Sommer 1813 bestand Lange die Prüfung für das Pfarramt. Anschließend wurde ihm die Stelle des zweiten Predigers in Pillau übertragen, die zugleich mit dem Rektorat der Bürgerschule verbunden war, der eigentlichen Hauptaufgabe. Dieses Amt bekleidete er sieben Jahre lang. Anfangs ihm dabei die Folgen der französischen Besetzung der Stadt und Festung Pillau zu Beginn der Befreiungskriege Schwierigkeiten bereitet.
Lange bewarb sich 1818 um eine Lehrerstelle an der Burgschule (Königsberg), blieb nach dem Wechsel der Gemeinde in Pillau jedoch noch als Kanzelredner erhalten. Als im Jahr 1820 sein Landsmann Bretschneider, Pfarrer zu Germau, verstorben war und Lange die Begräbnisrede gehalten hatte, wünschte sich die Trauergemeinde ihn als Nachfolger. Lange bewarb sich um die Stelle und erhielt sie. Er wirkte in Germau, bis ihm die königliche Regierung 1828 das Amt des Stadtpfarrers in Fischhausen übertrug. Da sich der bisherige Superintendent aus Altersgründen von den Inspektionsaufgaben zurückziehen wollte, betreute Lange dieses Amt seit 1831 stellvertretend, bis er es 1833 selbst zugewiesen bekam. In seiner Diözese kümmerte er sich besonders um das Schulwesen

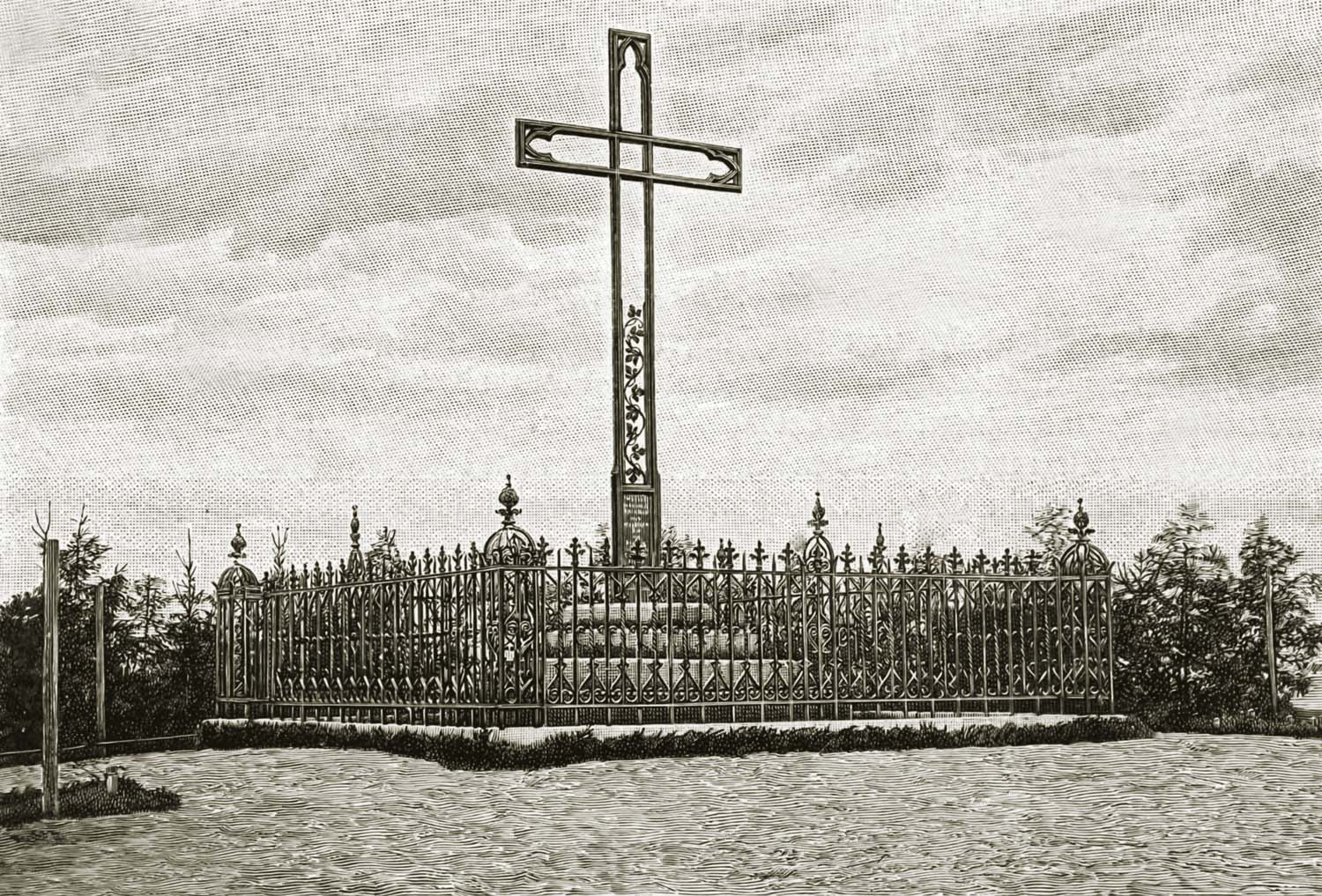
St.-Adalbert-Kreuz am Ort der ehemaligen St.-Adalbert-Gedächtniskapelle bei Tenkitten in Ostpreußen

Während seiner Amtszeit als Superintendent in Fischhausen machte sich Lange um das Andenken an Adalbert von Prag verdient, der im Jahr 997 während einer Missionsreise in Ostpreußen an einem nicht genau bekannten Ort bei Tenkitten den Märtyrertod erlitten hatte. Nachdem eine zuvor unweit des Dorfs errichtete Kapelle St. Adalbert (Tenkitten) durch einen Sturm zerstört worden war und zuletzt nur noch ein hölzernes Kreuz an Adalbert erinnerte, vermaß Lange den Grundriss der ehemaligen Kapelle und ergriff die Initiative zur Errichtung eines eisernen Gedächtniskreuzes, das 1834 aufgestellt und am 6. Mai 1835 in Anwesenheit der evangelischen und der katholischen Geistlichkeit eingeweiht wurde. Das 1945 zerstörte Kreuz ist anlässlich der 1000-Jahr-Feier zum Tod Adalberts im Jahr 1997 durch eine Neuanfertigung aus Stein ersetzt worden.
Am 23. November 1814 hatte er Marie Charlotte Henriette, geb. Christiani, geheiratet, die aus Königsberg stammte. Mit ihr war er 24 Jahre lang verheiratet, als er nach kurzer Krankheit im Frühjahr 1839 in Fischhausen verstarb. Vor ihm verstarb seine älteste Tochter; drei seiner Kinder, zwei Töchter und ein Sohn, überlebten ihn.

## Schriften
- Nachricht über das bei Tenkitten zum Andenken St. Adalberts errichtete eiserne Kreuz. In: Preußische Provinzial-Blätter. Band 12, Juli–Dezember 1834, S. 441–454.
- Nachtrag zu der im Provinzial-Blatte November-Heft 1834 befindlichen Beschreibung des bei Tenkitten errichteten St. Adalbert-Kreuzes. In: Preußische Provinzial-Blätter. Band 17, Königsberg 1837, S. 385–386.